# Gdańsk Główny
Gdańsk Główny (Gdańsk főpályaudvar) egy lengyelországi vasútállomás, Gdańsk központjában, a belvárostól nyugatra.

## Szomszédos állomások
A vasútállomáshoz az alábbi állomások vannak a legközelebb:
- Gdańsk Stocznia
- Gdańsk Orunia
- Gdańsk Śródmieście
- Gdańsk Zaspa Towarowa railway station
- Gdańsk Wrzeszcz railway station

## Forgalom
Vonatok az állomásról:
- Gdańsk – Warszawa Wschodnia
- Gdańsk – Gdynia
- Gdańsk – Poznań

## Galéria

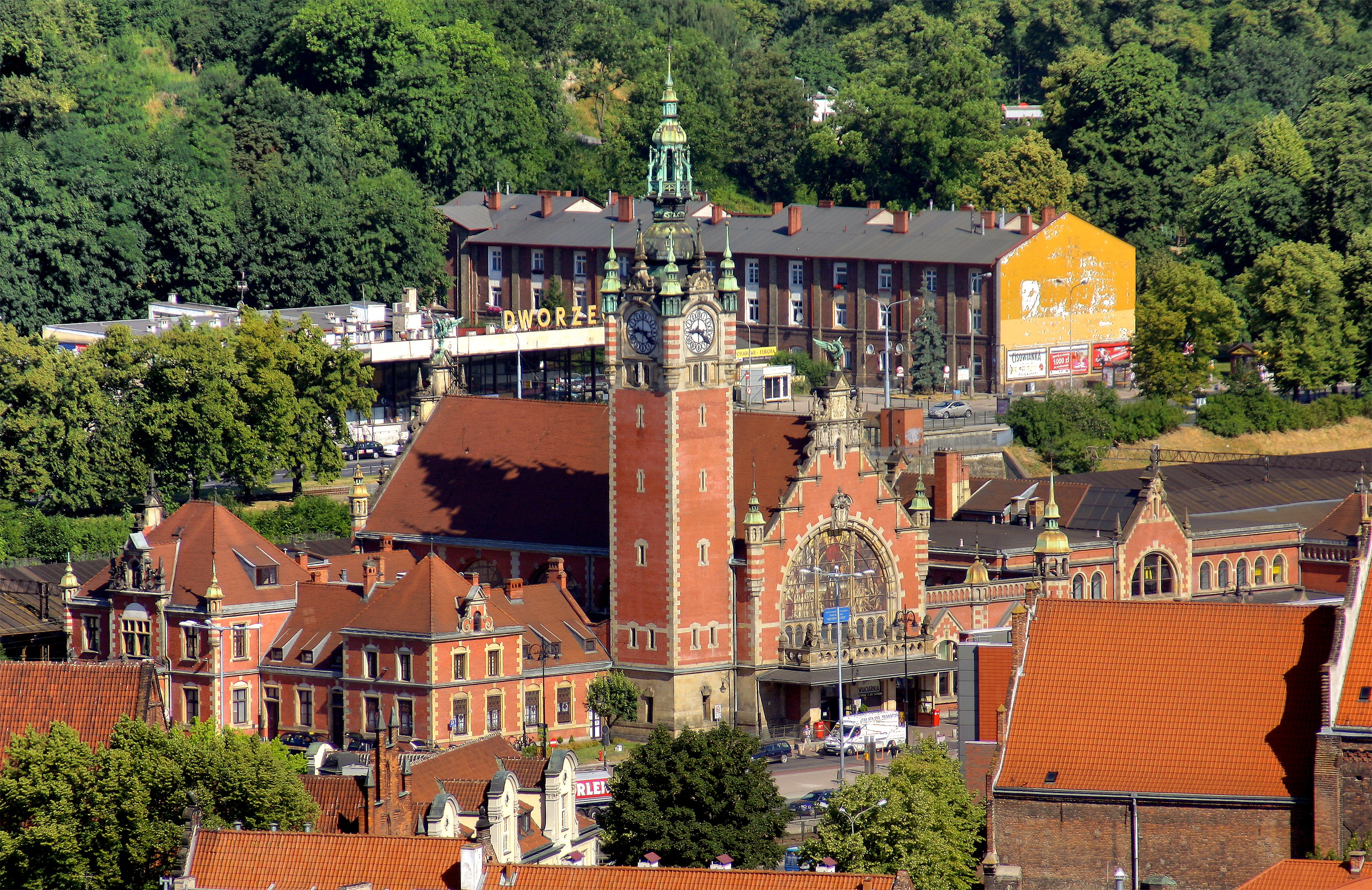
Az állomás látképe
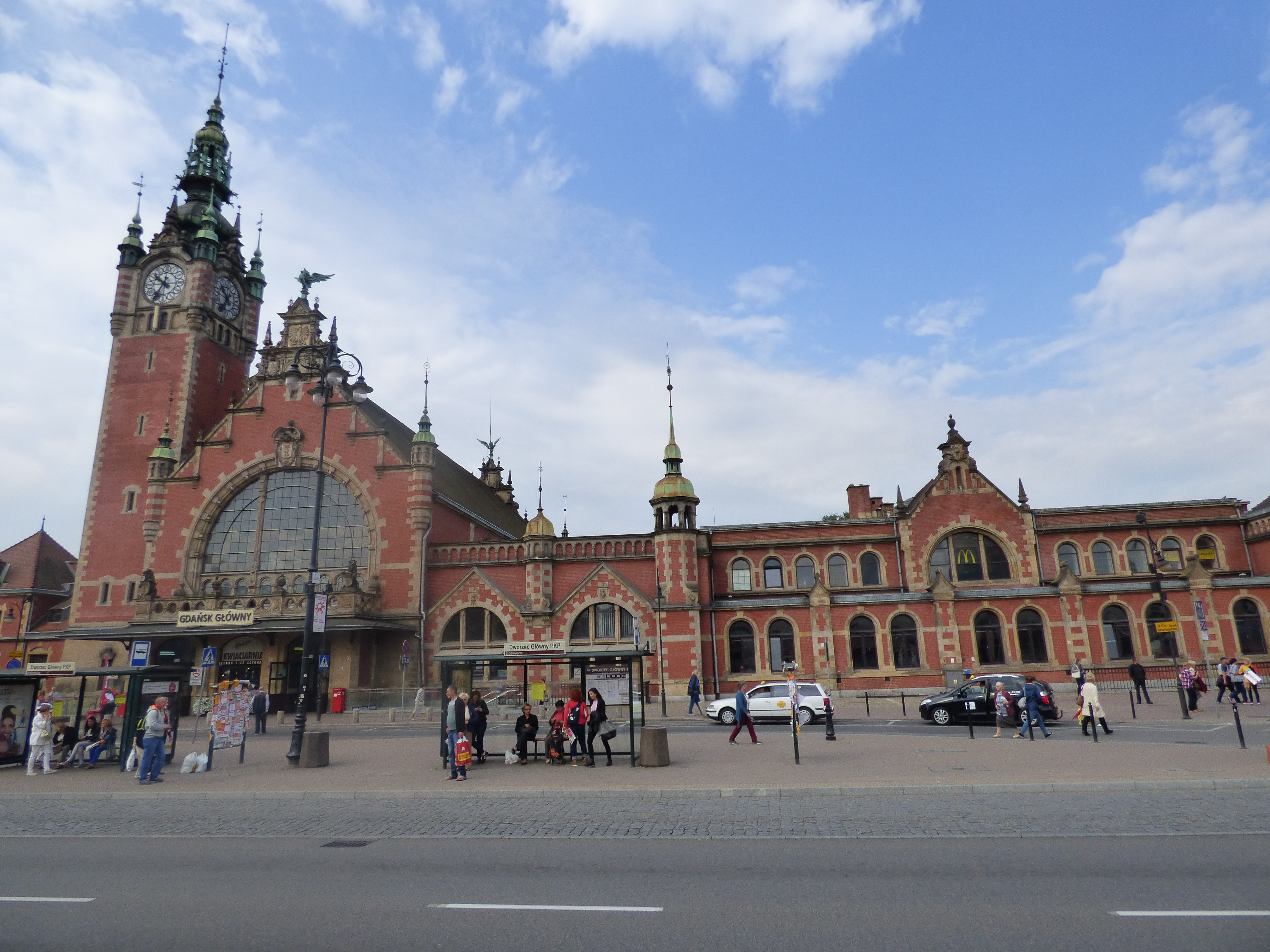
Az állomás főbejárata
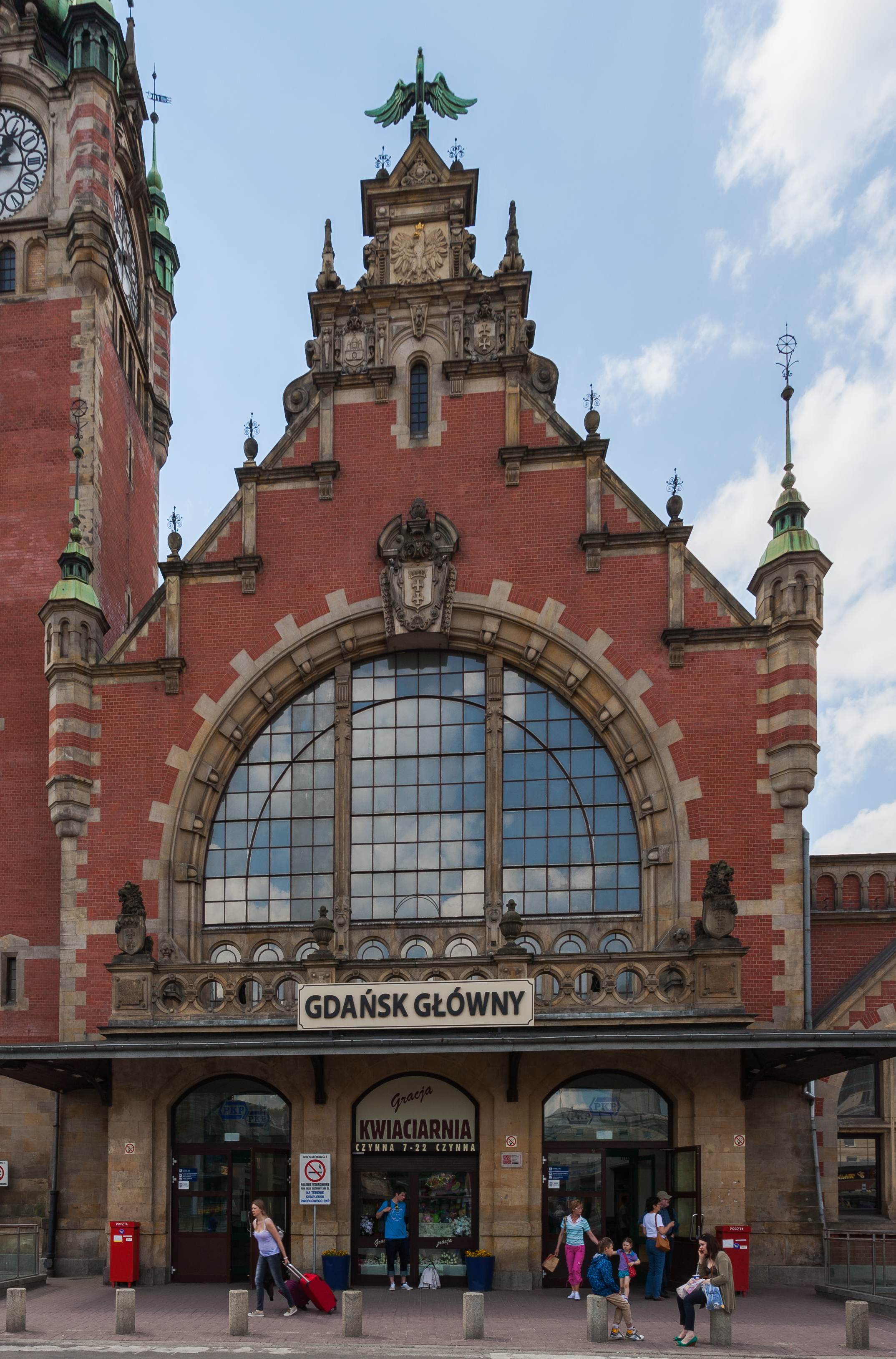
Az állomás főbejárata
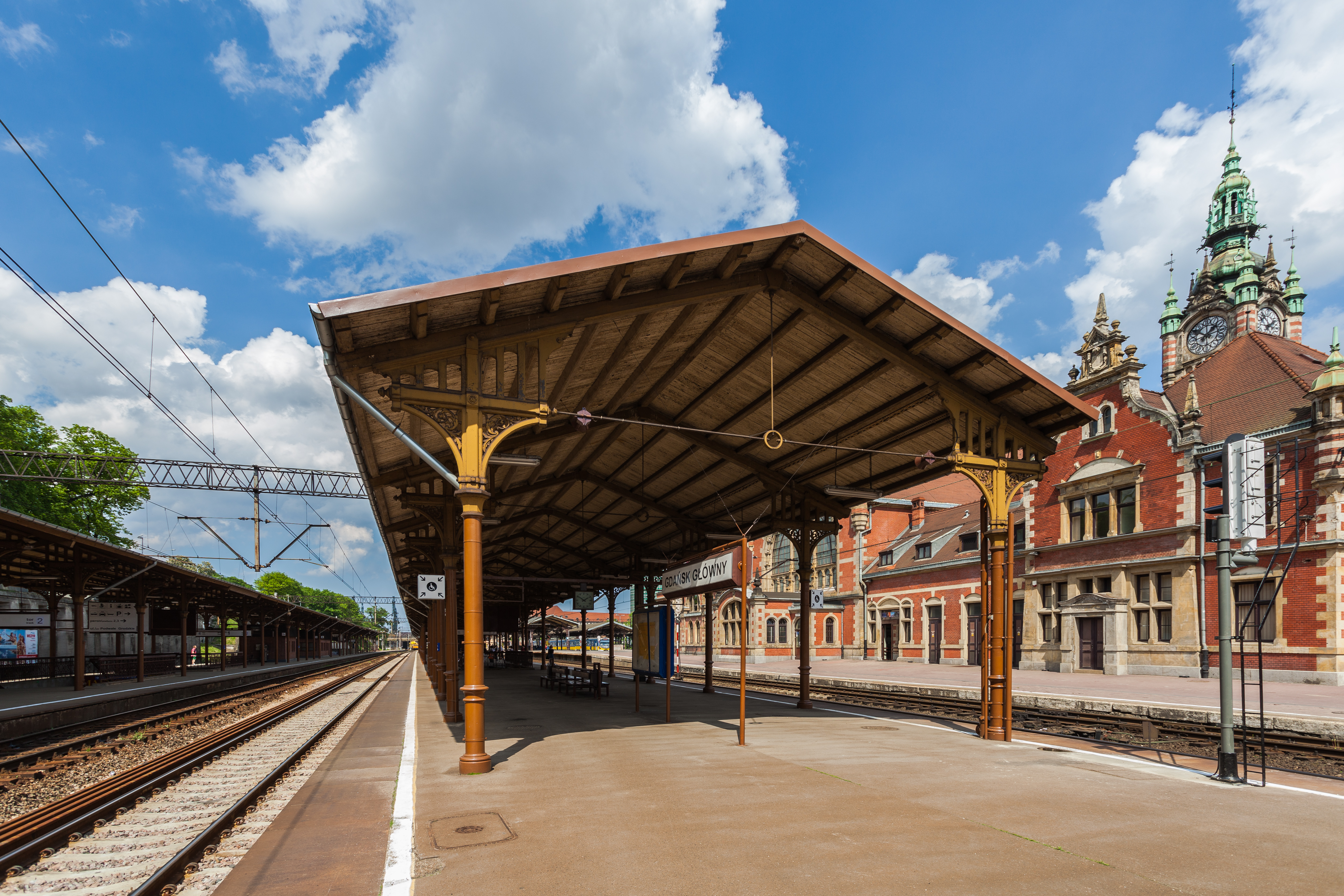
A vágányok és az állomás hátulról
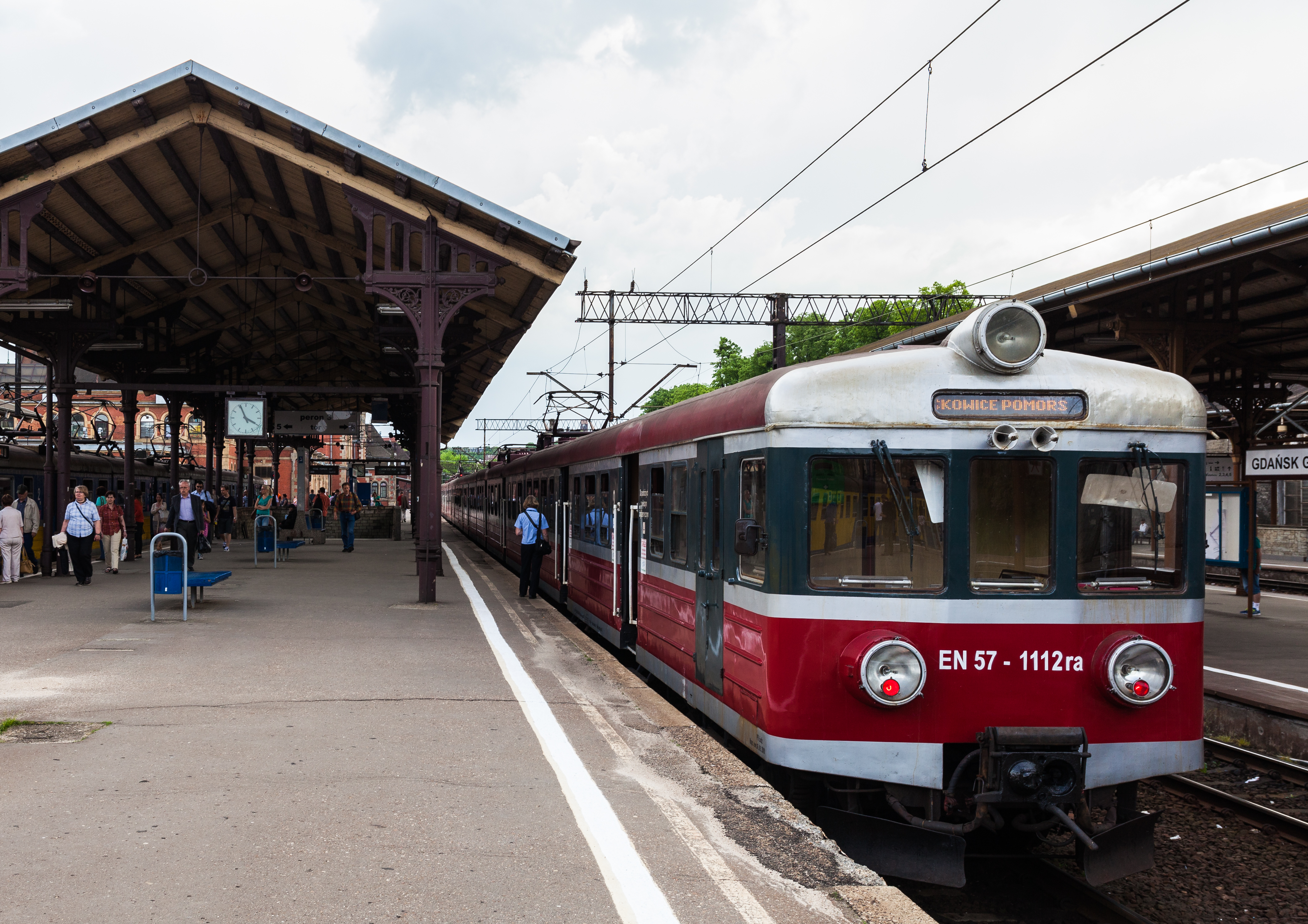
A vágányok
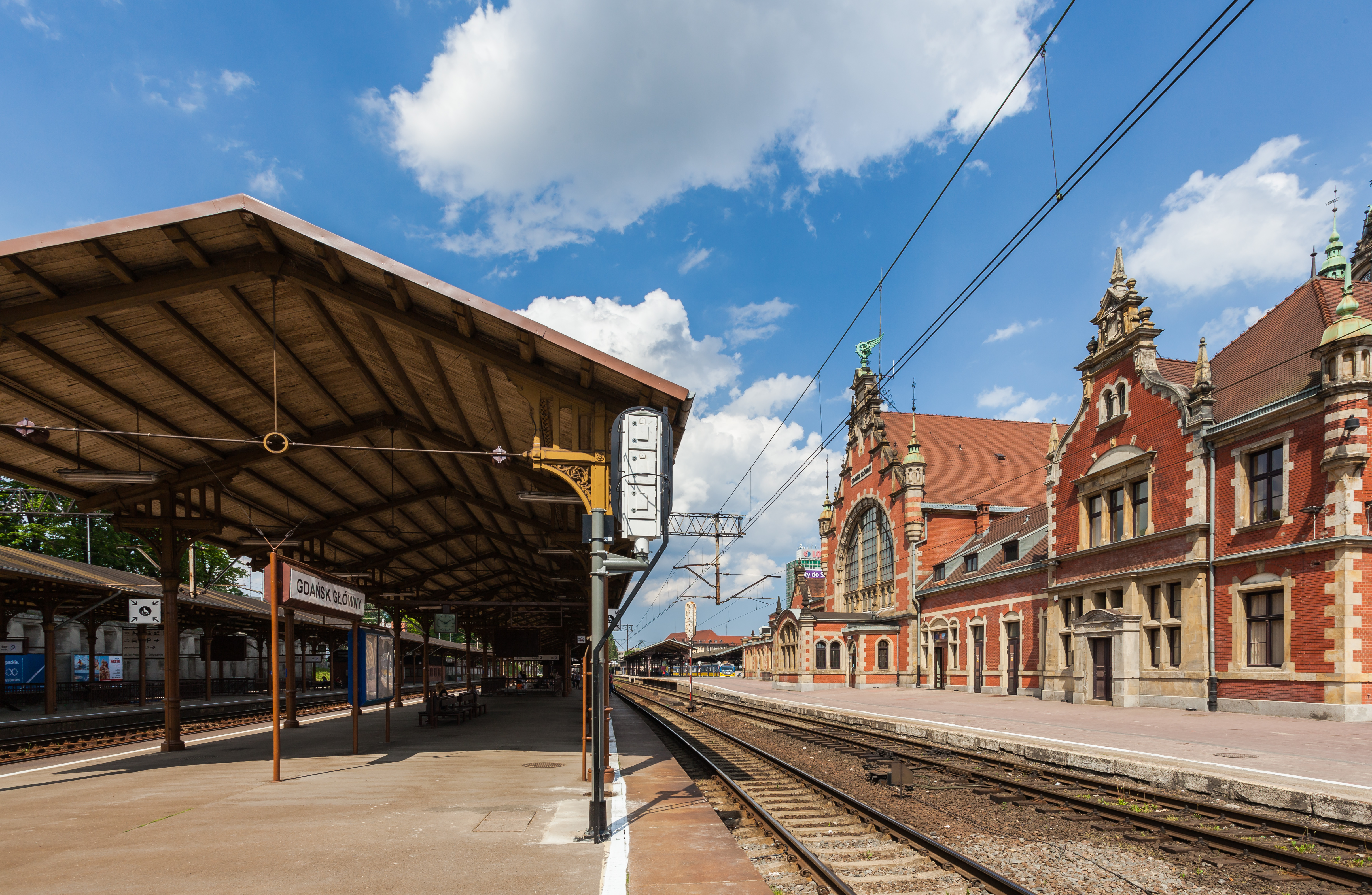
A vágányok
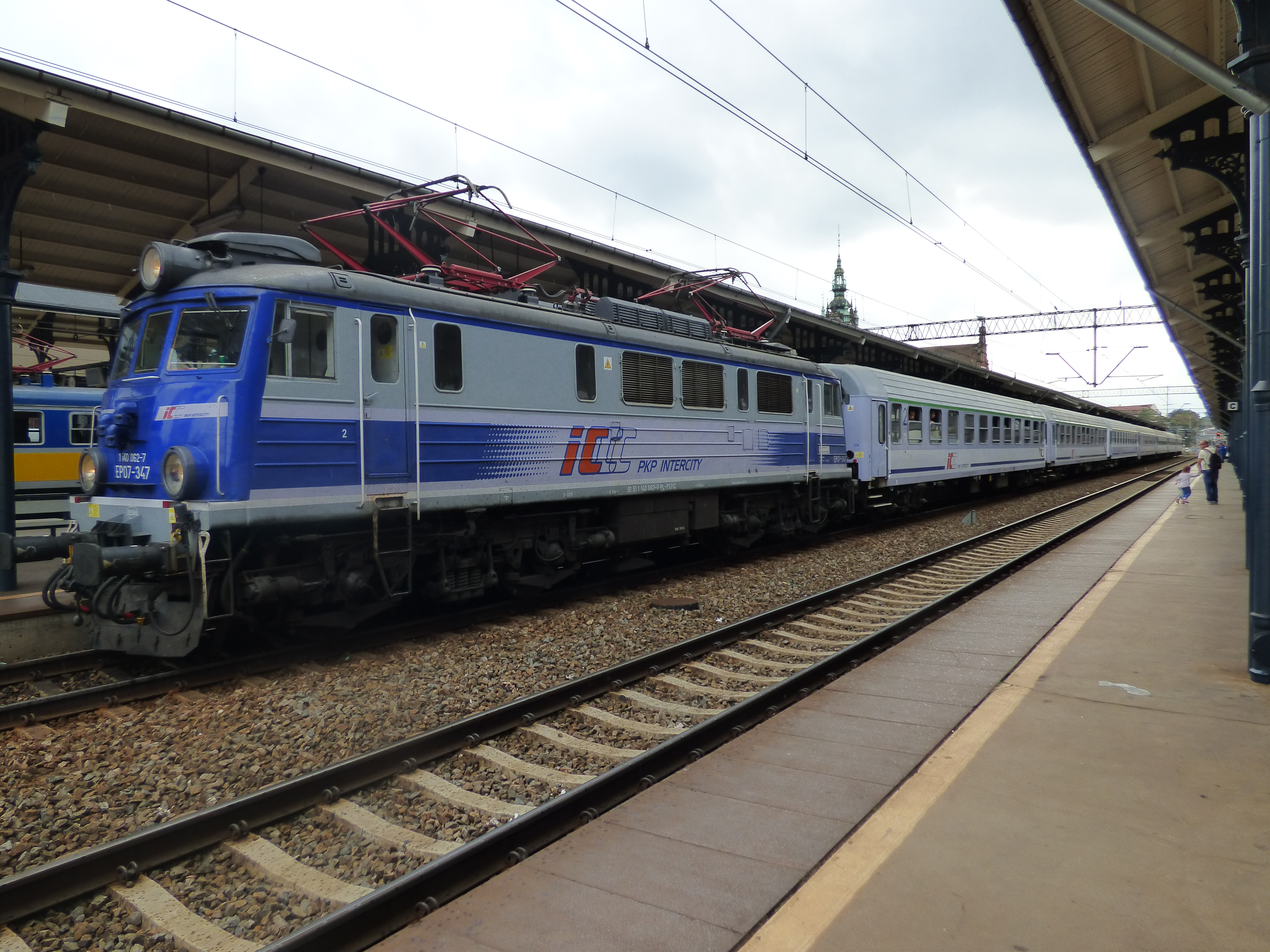
Egy TLK vonat az állomáson

## Fordítás
- Ez a szócikk részben vagy egészben  a   Gdańsk Główny railway station című angol Wikipédia-szócikk fordításán alapul.  Az eredeti cikk szerkesztőit annak laptörténete sorolja fel. Ez a jelzés csupán a megfogalmazás eredetét és a szerzői jogokat jelzi, nem szolgál a cikkben szereplő információk forrásmegjelöléseként.
- Ez a szócikk részben vagy egészben  a   Gdańsk Główny című lengyel Wikipédia-szócikk fordításán alapul.  Az eredeti cikk szerkesztőit annak laptörténete sorolja fel. Ez a jelzés csupán a megfogalmazás eredetét és a szerzői jogokat jelzi, nem szolgál a cikkben szereplő információk forrásmegjelöléseként.